# Apex est autem senectutis auctoritas
 Apex est autem senectutis auctoritas  лат. (изговор:  апекс ест аутем сенектутис аукторитас). Украс старости је углед. (Цицерон)

## Поријекло изреке
Изрекао римски државник и бесједник Цицерон (први вијек п. н. е.).

## Тумачење
Искуство старости, тек са  сачуваним  угледом, представља украс. Старост по себи не значи квалитет. "Људски човјек " никако да се  еманципује од биолошког човјека.  А ту су тек  могућности сваке људскости.